# José Adolfo Condori
José Adolfo Quisocala Condori (ur. 2005 r.) – peruwiański aktywista społeczny, twórca banku dla dzieci.
W 2012 r. Condori założył bank dla dzieci Banco del Estudiante w mieście Arequipa, którego celem miało być skłonienie dzieci do oszczędzania i stworzenie im możliwości zarabiania bez pomocy rodziców. Pomimo braku wsparcia nauczycieli, zdecydował się na realizację swojego projektu. Zgodnie z założeniami warunkiem przystąpienia do banku było dostarczenie co najmniej 5 kg surowców wtórnych (tworzyw sztucznych lub papieru) oraz comiesięczny wkład w ilości co najmniej 1 kg takich surowców. Każdy klient ustalał cel oszczędzania, a wypłatę środków mógł zrealizować dopiero po osiągnięciu celu oszczędnościowego i mógł to zrobić tylko osobiście. Dodatkowo Condori podpisał umowy z miejscowymi firmami recyklingowymi, dzięki czemu osiągnął wyższe ceny za sprzedaż surowców wtórnych.
W latach 2012–2013 bank zebrał 1000 kg surowców wtórnych i wypracował zyski dla ponad 200 klientów, co sprawiło, że jego biznesplan skopiował jeden z komercyjnych banków. Bank z czasem rozrósł się i zaczął obsługiwać ponad 2000 klientów (2018 r.) w wieku 10-18 lat, a jego oferta została poszerzona także o pożyczki, lokaty, mikroubezpieczenia i szkolenia finansowe. Propozycję współpracy bankowi zaoferował też bank narodowy Peru.
Za swoją działalność został wyróżniony przez peruwiański parlament, którzy przyznał mu narodową nagrodę dla wolontariuszy, a w 2015 r. został wyróżniony przez brytyjską królową Elżbietę II oraz Organizację Narodów Zjednoczonych.